# 扎因斯克區

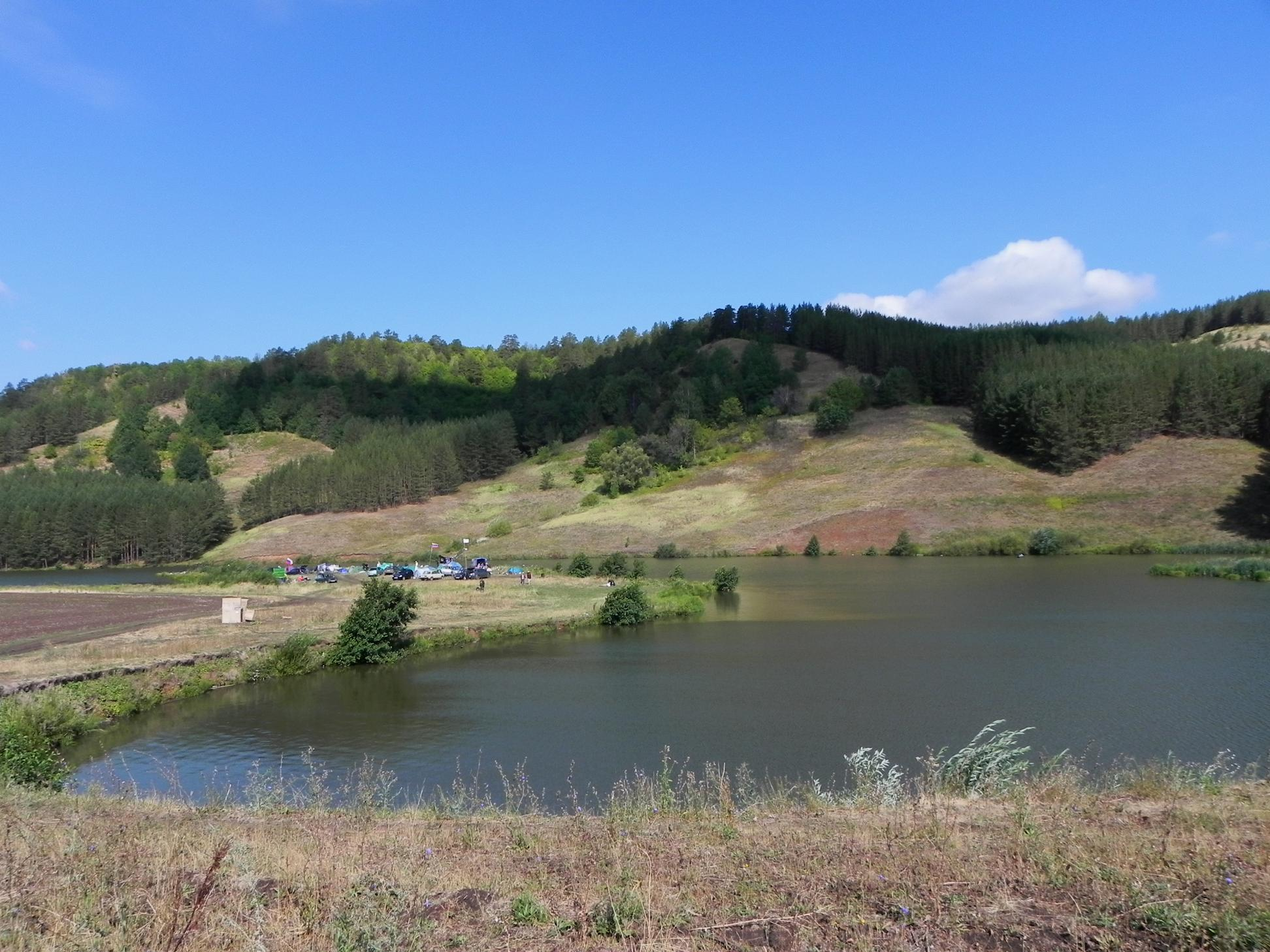

55°18′N 52°01′E / 55.300°N 52.017°E
扎因斯克區（俄语：Заинский район），是俄羅斯的一個區，位於該國西部，由韃靼斯坦共和國負責管轄，面積1,861.6平方公里，2010年人口15,978，人口密度每平方公里8.58人。